# Александровка (Виборзький район)
Александровка (рос. Александровка) — присілок у Виборзькому районі Ленінградської області Російської Федерації.
Населення становить 3 особи. Належить до муніципального утворення Приморське міське поселення.

## Географія
Населений пункт розташований на півдні Виборзького району.

## Історія
До 1917 року населений пункт перебував у складі Виборзької губернії Великого князівства Фінляндського. З 1918 по 1940 та в роки Другої світової війни між 1941 та 1944 роками у складі незалежної Фінляндії. Відтак — у складі Ленінградської області.

## Населення
| 1950 | 2007 | 2010 | 2017 |
| ---- | ---- | ---- | ---- |
| 261  | ↘2   | ↗21  | ↘3   |